# Elatostema microcephalanthum
Elatostema microcephalanthum là loài thực vật có hoa trong họ Tầm ma. Loài này được Hayata mô tả khoa học đầu tiên năm 1916.